# Basse de violon

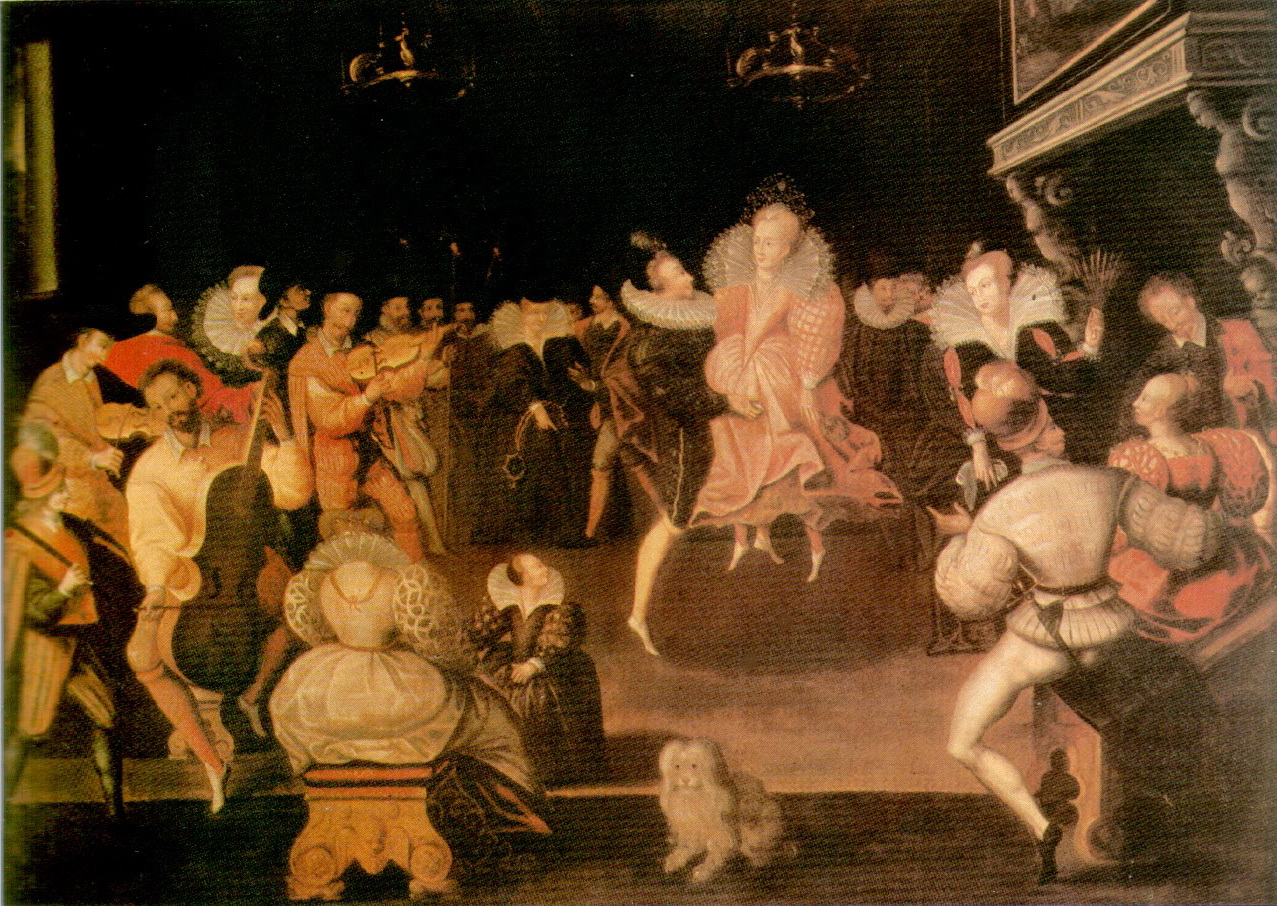
Le musicien, à gauche, joue la basse de violon. Peinture anonyme, vers 1580, traditionnellement appelée Robert Dudley dancing with a Lady. Ils dansent la volta (Penshurst Place).

La basse de violon est un instrument à cordes frottées de la famille des violons, ayant connu son apogée en France durant la période baroque et ayant disparu vers 1730. 
Les noms italiens de ces instruments incluaient basso de viola da braccio, basso da braccio ou le terme générique violone, qui signifie simplement "grande viole". En termes de taille, la basse de violon est un peu plus grande qu'un violoncelle. Le violoncelle (violone-cello) est ainsi une basse de violon (violone) de petite taille (suffixe -cello).
La mention la plus ancienne d'une famille complète de violons dont "le bas" remonte à 1556 ("l'Epitome musical" de Philibert Jambe de fer). Sa forme et ses dimensions semblent alors très diverses, en témoigne (par exemple, dans les inventaires après décès) diverses mentions en précisant les caractéristiques : "façon de Venise", "façon de Paris", "de Bresse", "Commune", etc.
Jusqu'à l'invention des cordes filées, en 1660, la basse de violon possédait un manche particulièrement grand et un chevalet placé très bas, afin d'augmenter la longueur de la corde vibrante. Le son produit était alors quelque peu détimbré. Par la suite, la longueur des cordes a pu être réduite tout en conservant la tessiture grave de l'instrument.
Le terme de « basse de violon » fait en réalité référence à deux instruments distincts : la basse de violon à quatre cordes (instrument originel) et la basse de violon à cinq cordes (amélioration de la fin de XVIIe siècle).

## Basse de violon à quatre cordes
La basse de violon à quatre cordes possède une caisse d'environ 85 cm (soit 10 cm de plus qu'un violoncelle). Elle est le plus souvent accordée un ton en-dessous du violoncelle (si bémol0, fa1, do2, sol2). Cependant, lorsque deux basses de violons étaient disponibles, il était possible d'accorder la seconde une quinte plus bas (mi bémol0, si bémol0, fa1, do2), à la "façon de Lorraine".
La basse à quatre cordes était la seule utilisée par l'orchestre des Vingt-quatre violons du roi lorsque celui-ci était dirigé par Jean-Baptiste Lully. Elle a été peu à peu remplacée par la basse de violon à cinq cordes, pour disparaître tout à fait aux alentours de 1715. Ces deux instruments cohabiteront de nombreuses années, et ce même au sein d'une même pièce instrumentale, au moins jusqu'en 1714.

## Basse de violon à cinq cordes
La taille de la basse de violon à quatre cordes s'est avérée problématique lorsque le goût a évolué, dans la musique française, vers plus de virtuosité dans les basses (en effet, plus un violon est grand, plus les doigts sur le manche sont espacés, et moins ils sont libres de bouger rapidement). La caisse de la basse de violon à cinq cordes est donc cinq centimètres plus petite que celle à quatre cordes. Par ailleurs, sans doute entre 1685 et 1690, l'ajout d'une cinquième corde (corde de ré correspondant à la deuxième corde du violon) lui permet de monter plus haut dans les aigus.

## Sources
Jean Duron, Regards sur la musique au temps de Louis XIV, Wavre, Mardaga, 2007, 157 p. (ISBN 978-2-87009-977-3, lire en ligne), p. 122-125
Michel Greenberg, La basse de violon dans les sources documentaires et iconographiques françaises, extrait de L'orchestre à cordes sous Louis XIV, Vrin 2015, p. 93-104.